# Margarida Marques

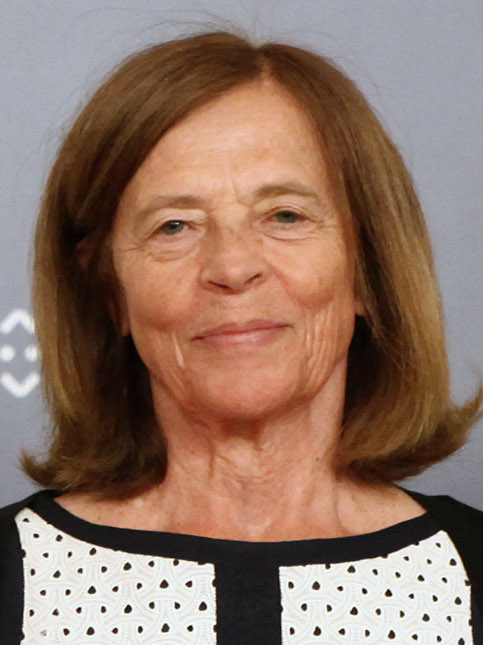
Margarida Marques

Maria Margarida Ferreira Marques, kurz auch Margarida Marques (* 2. März 1954 in Bombarral) ist eine portugiesische Politikerin (PS). Marques engagierte seit mehreren Jahrzehnten für die portugiesischen Sozialisten, unter anderem war sie Abgeordnete im portugiesischen Parlament (1981–1983, 2015–2019) und Staatssekretärin für Europäische Angelegenheiten im Kabinett Costa I (2015–2017). Im Zuge der Europawahl 2019 gewann sie ein Mandat und ist seitdem Mitglied des 9. Europäischen Parlaments.

## Leben

### Ausbildung und berufliche Karriere
Margarida Marques wurde am 2. März 1954 in der portugiesischen Kleinstadt Bombarral (bei Caldas da Rainha) geboren. Nach ihrer Schulausbildung studierte sie bis 1976 Mathematik an der Universität Lissabon. Direkt nach ihrem Studium begann sie 1976 als Angestellte im öffentlichen Dienst des portugiesischen Verkehrsministeriums zu arbeiten, wo sie bis 1983 tätig war. Nach ihrer zweijährigen Abgeordnetenzeit im portugiesischen Parlament von 1983 bis 1985, wechselte sie ins Bildungsministerium, in dem sie bis 1994 tätig war. Parallel zu ihrer Tätigkeit im Ministerium absolvierte sie bis 1991 einen Master in Erziehungswissenschaften an der Neuen Universität Lissabon. In ihrer Zeit im Bildungsministerium bekleidete sie unter anderem die Position der stellvertretenden Leiterin der Abteilung für technische, künstlerische, und berufliche Ausbildung, und war unter anderem für die (Neu-)Gründung der portugiesischen Berufsschulen verantwortlich.
1994 wechselte Marques nach Brüssel, wo sie begann für die Europäische Kommission zu arbeiten: Zunächst in der Generaldirektion für Bildung und Kultur (DG EAC), anschließend für die Generaldirektion für Kommunikation (DG COMM). In letzterer hatte sie von 2005 bis 2011 die Position der Repräsentantin der Europäischen Kommission in Portugal inne.

### Politische Karriere
Margarida Marques begann sich im Zuge der Demokratisierung Portugals (Nelkenrevolution) politisch zu engagieren und gründete gemeinsam mit anderen Mitstreitenden den Jugendverband der portugiesischen Sozialisten, die Juventude Socialista. Von 1981 bis 1984 leitete sie den Jugendverband als dessen Generalsekretärin.
Bei den portugiesischen Parlamentswahlen 1980 gewann Marques ein Mandat im Wahlkreis Lissabon für die von den Sozialisten angeführten Listenverbindung Frente Republicana e Socialista. Die Legislatur dauerte jedoch lediglich zwei Jahre, nachdem Premierminister Pinto Balsemão zurücktrat und Neuwahlen ausgerufen wurde. 

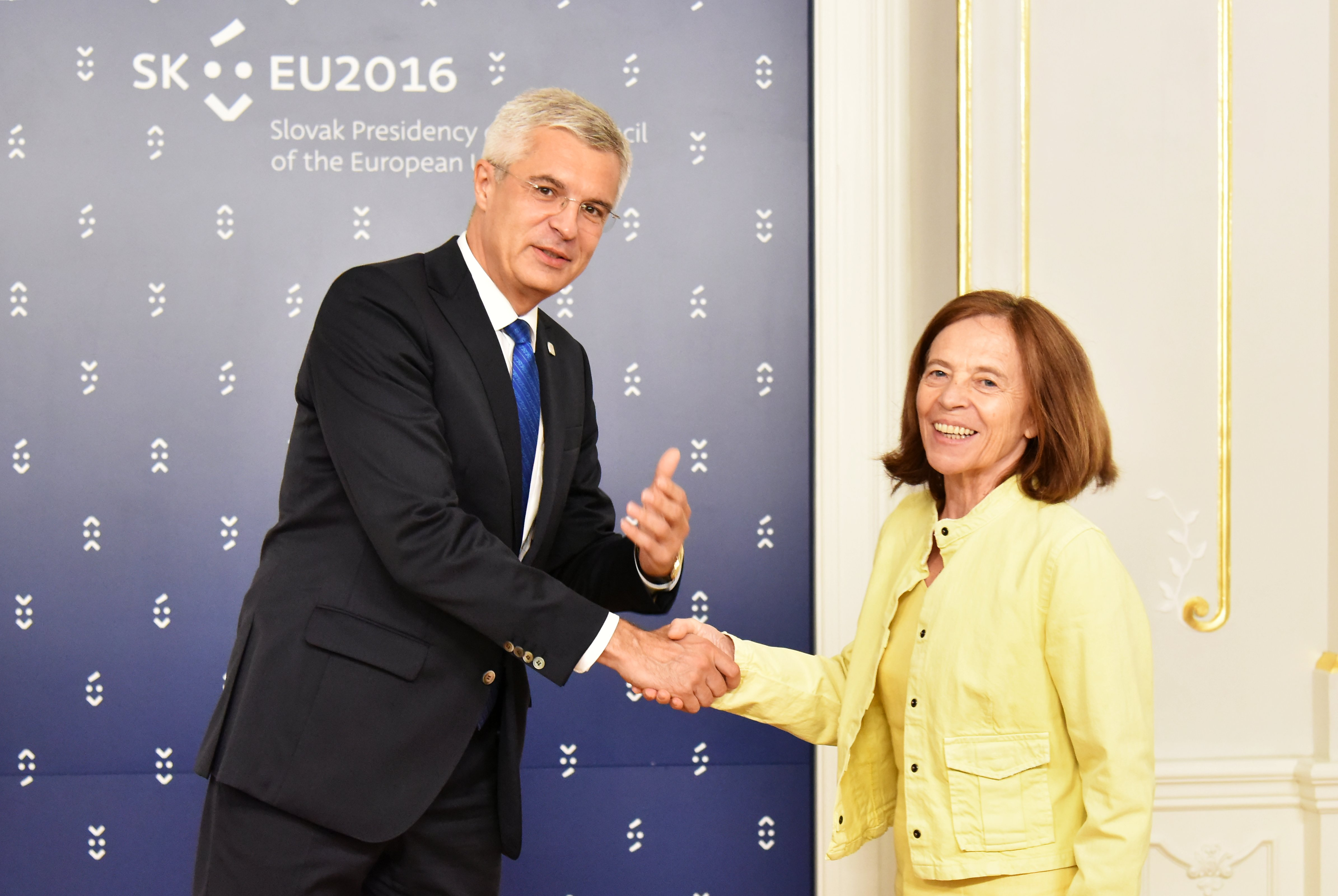
Margarida Marques in ihrem Amt als Staatssekretärin für Europäische Angelegenheiten mit ihrem slowakischen Amtskollegen Ivan Korčok

Daraufhin zog sich Marques aus aktiven Politik zurück und widmete sich ihrer beruflichen Karriere. Erst zu den Parlamentswahlen 2015 überredete António Costa, damals PS-Spitzenkandidat und dann Premierminister, Marques dazu in die Politik zurückzukehren. Bei den Parlamentswahlen 2015 gewann Marques ein Mandat für die PS im Wahlkreis von Leiria. Costa berief Marques nach der Konstituierung seiner Minderheitsregierung in sein Kabinett als Staatssekretärin für Europäische Angelegenheiten. Sie übte das Amt bis 2017 aus, musste jedoch nach kabinettsinternen Konflikten ausscheiden, obwohl Marques als „Freundin“ des Premierminister Costas gilt.
2019 stellte die PS Marques auf dem vierten Platz der Europawahlliste für die Europawahlen 2019 auf: Die PS errang insgesamt 9 der 21 portugiesischen Mandate im Europäischen Parlament, sodass Marques Mitglied des neunten Europäischen Parlaments wurde. Sie nannte vor allem die Vollendung der Währungsunion wie soziale Rechte als ihren thematischen Schwerpunkt. Sie wurde Mitglied der S&D-Fraktion, für die sie Mitglied im Haushaltsausschuss ist, zu dessen stellvertretende Vorsitzende sie gewählt wurde. Des Weiteren ist sie stellvertretendes Mitglied im Ausschuss für Wirtschaft und Währung.